# L'Achille Lauro - Viaggio nel terrore
L'Achille Lauro - Viaggio nel terrore è un film per la televisione del 1990 di Alberto Negrin.

## Trama
È la rievocazione del dirottamento dell'Achille Lauro, che avvenne nel 1985 nel porto di Alessandria d'Egitto ad opera di un commando palestinese e con la conseguente crisi di Sigonella.

## Produzione
Le riprese sono state fatte nel maggio-giugno 1989 proprio sulla Achille Lauro.
Poco tempo dopo la fine delle riprese l'attrice Rebecca Schaeffer, interprete del personaggio di Cheryl, venne assassinata nel suo appartamento. Nei titoli di testa del film fu inserita una dedica in suo ricordo.

## Distribuzione
Fu trasmesso negli USA dal 29 aprile 1990. Fu poi tratta una versione cinematografica di 95 minuti. In Italia il film fu invece trasmesso in due puntate tra il 16 e il 17 ottobre 1991.